# Dytiscus marginalis
Dytiscus marginalis là một loài bọ cánh cứng bản địa của châu Âu và Bắc Á, và chúng đặc biệt phổ biến ở Anh.

## Hình ảnh

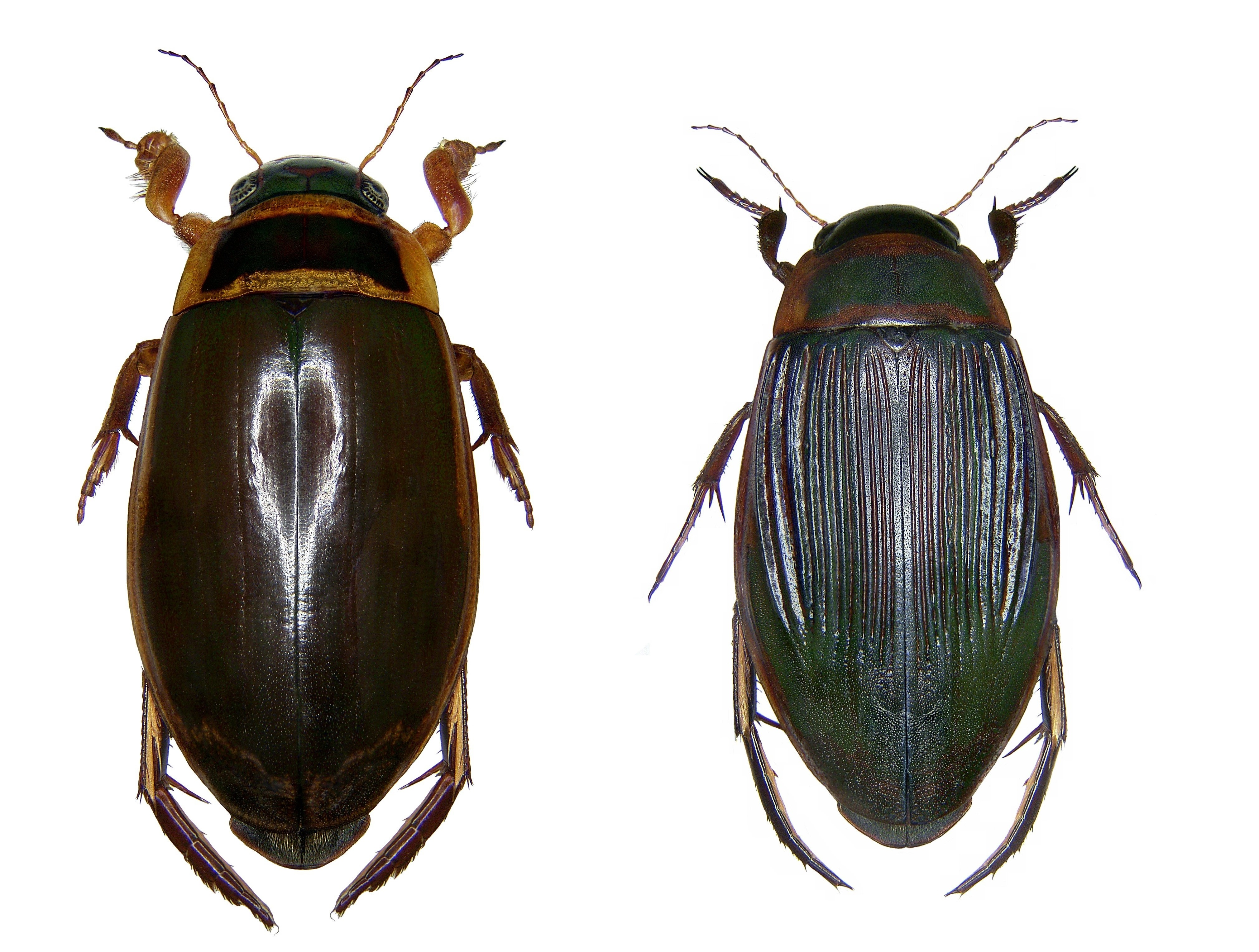
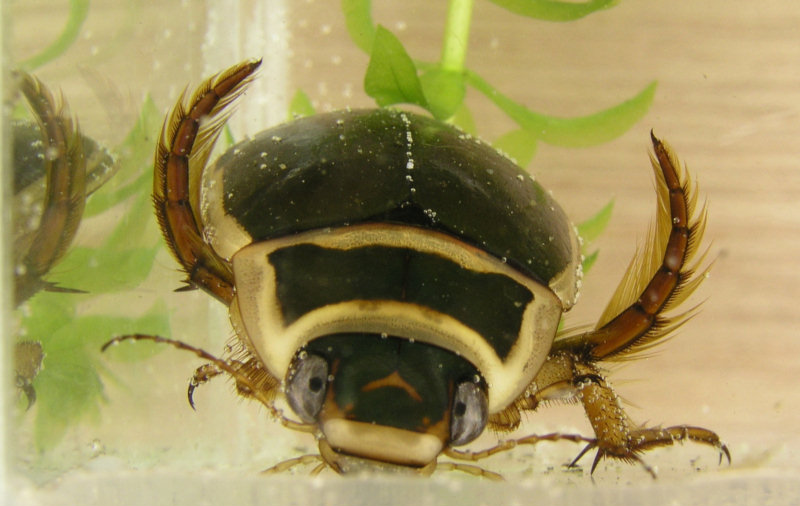